# Neasarta nyctichroalis
Neasarta nyctichroalis är en fjärilsart som beskrevs av George Francis Hampson 1908. Neasarta nyctichroalis ingår i släktet Neasarta och familjen Crambidae. Inga underarter finns listade i Catalogue of Life.